# Verband Demokratisch-Europäischer Muslime
Der Verband Demokratisch-Europäischer Muslime (VDEM) will nach eigenen Angaben die gesellschaftspolitischen und religiösen Interessen von demokratischen Muslimen vertreten, die ein weltoffenes und liberales Verständnis von der Religion des Islams haben.

## Geschichte
Der VDEM wurde am 4. Mai 2010 in Aachen im historischen Haus Löwenstein von 15 Gründungsmitgliedern gegründet. Bekannte Mitglieder sind der Politikwissenschaftler Bassam Tibi, der Islamtheologe Reza Hajatpour oder die islamkritische Sozialwissenschaftlerin Necla Kelek. Zum Präsidenten wurde Eyüp Özgün gewählt.
Die Präambel des VDEM erklärt den VDEM zu einem islamisch-religiösen Verein: „1.Wir glauben an den einen Gott -ALLAH- und, dass Muhammed sein Diener und Gesandter ist. 2. Der Koran ist für uns das Buch der Orientierung. Er bestätigt die vorherigen göttlichen Offenbarungen, bewahrt und pflegt sie.“
Für den VDEM nimmt Hadi Schmidt-El Khaldi an der Deutschen Islamkonferenz der Bundesregierung teil.

## Positionen
Die Präambel definiert ein fortschrittliches Islamverständnis: „3. Gottes grundlegende Gebote waren und sind für alle Zeiten dieselben, sie ändern sich nicht. Das was sich ändert sind die konkreten Ausführungen. Abhängig von den raum- zeitlichen und sozio-kulturellen Umstände müssen diese Gebote unterschiedlich angewendet werden, damit deren originärer Sinn und Zweck tatsächlich erfüllt werden kann. 4. Der Islam war zur Zeit seiner Bekanntmachung eine fortschrittliche und sozial gerechte Religion, er war auf der Höhe der damals bekannten Wissenschaft. Als eine wahre göttliche Religion ist er zu den Erkenntnissen der Wissenschaft offen. Mit ihm kann sich eine Gesellschaft sich zu einer weltoffenen, auf Solidarität und Subsidiarität basierenden, sozial gerechten, nicht rentiersorientierten und wahrhaft menschlichen Community entwickeln.“
Zur Gründung sagte der Präsident des VDEM, Eyüp Özgün: „Der VDEM soll die gesellschaftspolitischen und religiösen Interessen von demokratischen Muslimen vertreten, die ein weltoffenes und liberales Verständnis von der Religion des Islams haben.“ Reza Hajatpour erklärte zur Gründung: „Uns geht es um den säkularen Geist, um junge Muslime, die in Europa nach ihrer eigenen Identität suchen und sich nicht mehr auf die Kultur und Tradition des Herkunftslandes der Eltern beziehen wollen.“
Gemeinsam mit dem Liberal-islamischen Bund (LIB) kritisierte der VDEM 2011, dass der Beirat für den islamischen Religionsunterricht im Land Nordrhein-Westfalen nur mit Vertretern traditionell-islamischer Verbände besetzt worden sei.

## Kritik
Muhammad Sameer Murtaza kritisierte auf islam.de, dass Verbände wie der VDEM vielleicht nur ein „theologisches Label“ über einen Lebensentwurf stülpen wollen. Womöglich handele es sich auch einfach nur um eine „bewusste Verchristlichung des Islam“. Sie seien zwar theologisch Monotheisten, philosophisch jedoch Dualisten, und ihre „intellektuellen Spielereien“ seien fernab jeglichen wissenschaftlichen Niveaus.

## Belege
1. ↑  
Pressemitteilung: Gründung des Verbands Demokratisch-Europäischer Muslime VDEM Mai 2010.
2. ↑  Pressemitteilung: Gründung des Verbands Demokratisch-Europäischer Muslime VDEM Mai 2010.
3. ↑  Regina Mönch: Die anderen Muslime Frankfurter Allgemeine Zeitung 17. Mai 2010
4. ↑  Interview Klaus Pokatzky mit Reza Hajatpour: „Und uns ist es wichtig, mit anderen säkularen Verbänden in Dialog zu treten“ Deutschlandfunk 21. Mai 2010
5. ↑  VDEM: Präambel 4. Mai 2010.
6. ↑  VDEM: Präambel 4. Mai 2010.
7. ↑  Pressemitteilung: Gründung des Verbands Demokratisch-Europäischer Muslime VDEM Mai 2010.
8. ↑  Regina Mönch: Die anderen Muslime Frankfurter Allgemeine Zeitung 17. Mai 2010
9. ↑  VDEM und LIB: Offener Brief: VDEM und LIB kritisieren Beirat für den islamischen Religionsunterricht in NRW Migazin 29. August 2011
10. ↑  Muhammad Sameer Murtaza: Islam ohne Seele oder alles nur PR? islam.de 27. Juni 2012